# Claire Danes
Pour les articles homonymes, voir Danes.
Claire Danes [klɛɚ deɪnz], née le 12 avril 1979 à New York, État de New York (États-Unis) est une actrice et productrice américaine.
Elle est apparue dans des rôles notables comme celui d'Angela Chase dans la série Angela, 15 ans, celui de Juliette Capulet dans le Roméo + Juliette de Baz Luhrmann, Katherine Brewster dans Terminator 3, et dans le rôle-titre du téléfilm Temple Grandin en 2010. 
De 2011 à 2020, elle incarne Carrie Mathison, l'héroïne de la série d'espionnage Homeland.

## Biographie

### Jeunesse
Claire Catherine Danes naît dans l'arrondissement de Manhattan à New York, le 12 avril 1979. Sa mère, Carla Danes (née Hall), esthéticienne et peintre, deviendra l'agent de sa fille. Son père, Christopher Danes (né le 6 mai 1944 à Austin, Texas), est consultant en informatique et ancien photographe d'architecture. Son grand-père paternel, Gibson Danes Andrew (1910-1992 à Litchfield, Connecticut), était le doyen de l'école d'art et d'architecture à l'université Yale. Elle a un frère aîné, Asa (né en 1973),.
Elle fréquente la Dalton School à New York, le New York City Lab École des Hautes Études. Parmi ses camarades de classe, on trouve Morena Baccarin, qui deviendra aussi actrice. Elle étudie aussi au Performing Arts School et au lycée français de Los Angeles, en Californie. En 1998, Danes entre à l'université Yale. Après avoir étudié pendant deux ans la psychologie, elle abandonne Yale pour se concentrer sur sa carrière cinématographique,.

### Carrière

#### Débuts et révélation critique (années 1990)
Claire Danes commence sa carrière à la télévision à l'âge de 11 ans. Quatre ans plus tard, elle obtient le premier rôle de la série à succès Angela, 15 ans, avec Jared Leto. Sa prestation lui vaut en 1995 le Golden Globe de la meilleure actrice dans une série télévisée dramatique et une nomination aux Emmy Awards. La même année, elle campe Beth March dans Les Quatre Filles du docteur March adapté du roman de Louisa May Alcott. Elle y côtoie pléthore de stars comme Susan Sarandon, Winona Ryder, Kirsten Dunst, Christian Bale ou Gabriel Byrne.
Très amie avec Winona Ryder, elle figure avec elle en 1995 dans Le Patchwork de la vie de Jocelyn Moorhouse. En 1996, elle s'adonne au drame romantique dans Par amour pour Gillian, avec Michelle Pfeiffer, Peter Gallagher et Freddie Prinze Jr.. Puis joue dans I Love you, I love you not, aux côtés de Jude Law, Jeanne Moreau et James Van Der Beek. Elle finit par être révélée au grand public international, en devenant la moitié féminine de Roméo + Juliette, une adaptation spectaculaire de la célèbre tragédie de William Shakespeare, sous la direction du cinéaste australien Baz Luhrmann. Le film fait d'elle et de son tout aussi jeune partenaire, Leonardo DiCaprio, des stars.
Elle reçoit ainsi de nombreuses récompenses, dont le MTV Movie Award de la meilleure actrice et le prix de l'actrice de l'année au London Film Critics. Elle est alors demandée par les plus grands réalisateurs : Francis Ford Coppola dans L'Idéaliste avec Matt Damon et Jon Voight, Oliver Stone dans U-Turn avec Sean Penn et Jennifer Lopez ou encore Bille August dans Les Misérables avec Liam Neeson, Geoffrey Rush et Uma Thurman et où elle interprète Cosette.
En 1997, elle prête sa voix au personnage de San dans Princesse Mononoké.
En 1999, elle interprète le premier rôle féminin de Mod Squad, puis joue dans le drame Bangkok, aller simple où elle est une jeune étudiante arrêtée avec Kate Beckinsale en Thaïlande pour trafic de drogue. Elle est interdite de séjour aux Philippines pour avoir proféré des propos dégradants à l'encontre du pays durant le tournage de ce dernier film.

#### Pause et retour discret au cinéma (années 2000)

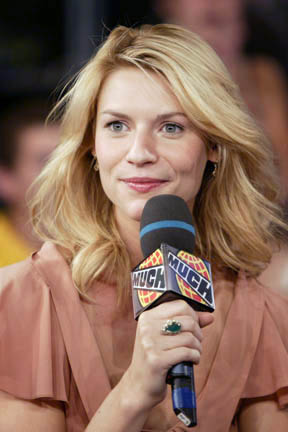
En juillet 2007, pour la promotion de Stardust, le mystère de l'étoile

Claire Danes abandonne provisoirement le cinéma pour se consacrer à ses études de psychologie à l'Université Yale, c'est d'ailleurs Oliver Stone lui-même qui a écrit sa lettre de recommandation.
Elle revient en 2001 avec le drame The Hours (avec notamment Nicole Kidman, Julianne Moore et Ed Harris), où elle interprète la fille jeune et dynamique d'une Meryl Streep déboussolée, dans la comédie Igby et où elle retrouve Susan Sarandon aux côtés de Kieran Culkin, Ryan Phillippe ou encore Amanda Peet ou la comédie Shopgirl avec Steve Martin.
Elle participe de nouveau à un grand succès commercial en 2003, avec le blockbuster Terminator 3 : Le Soulèvement des machines, aux côtés de Nick Stahl et Arnold Schwarzenegger. La même année, elle dévoile l'ambitieux It's All About Love, réalisée par la révélation danoise Thomas Vinterberg. La comédienne y retrouve ses partenaires de U-Turn, Joaquin Phoenix et Sean Penn.
L'année suivante, elle partage l'affiche de la romance Stage Beauty avec l'acteur Billy Crudup. La sortie du film se fait sur fond de scandales : les deux acteurs vont commencer à se fréquenter durant le tournage, tandis que Crudup est marié à l'actrice Mary-Louise Parker. Alors que cette dernière est enceinte de 7 mois, il la quitte pour Danes. Cet événement privé nuit à l'image de l'actrice pendant un temps. Le couple se sépare en 2006.
L'actrice se fait plus discrète : en 2005, elle tient un rôle secondaire dans la comédie Esprit de famille, celui de la sœur de l'héroïne jouée par Sarah Jessica Parker.
En 2007, elle interprète le rôle d'Yvaine dans le film fantastique Stardust, le mystère de l'étoile (où elle retrouve Michelle Pfeiffer pour la seconde fois depuis 1996) de Matthew Vaughn avant de retrouver un rôle majeur dans le drame Le Temps d'un été de Lajos Koltai, film dans lequel elle côtoie Glenn Close, Meryl Streep, Toni Collette, Patrick Wilson, ainsi que Hugh Dancy qu'elle épouse en septembre 2009.

#### Retour à la télévision et consécration (années 2010)

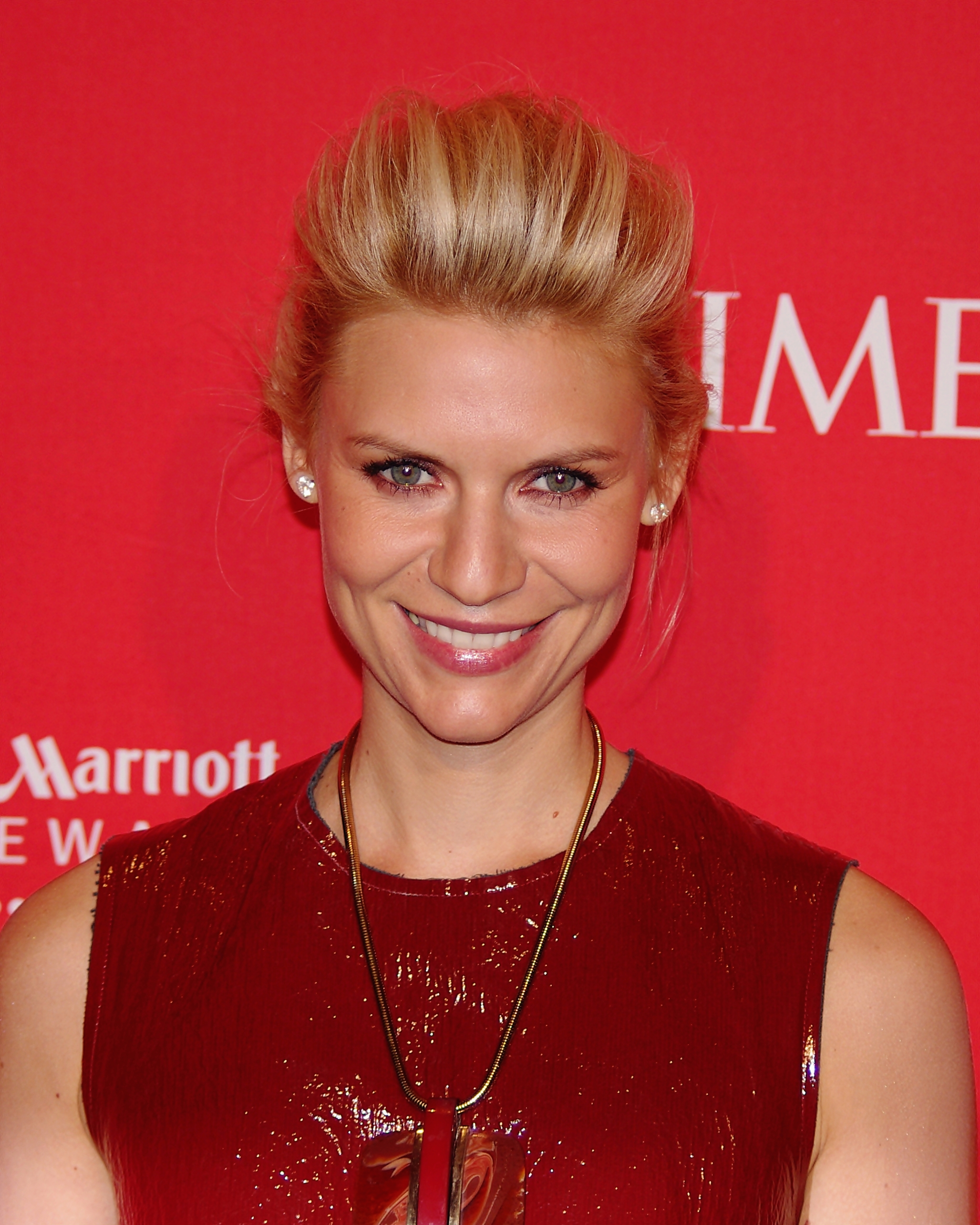
L'actrice à la soirée des 100 personnalités de Time Magazine, en mai 2012.

En 2010, elle interprète le rôle de Temple Grandin dans le téléfilm du même nom, sur la chaîne câblée HBO. Sa prestation lui vaut le Satellite Award de la meilleure actrice dans un téléfilm, le Screen Actors Guild Award de la meilleure actrice dans un téléfilm, le Golden Globe de la meilleure actrice dans un téléfilm et le Primetime Emmy Award de la Meilleure actrice dans une mini-série ou un téléfilm.
En 2011, elle tient face à Damian Lewis le premier rôle de Homeland, la nouvelle série d'espionnage de Showtime. Une prestation unanimement acclamée par la critique, dès la première saison lancée le 2 octobre aux États-Unis. Elle reçoit notamment l'Emmy Award de la meilleure actrice dans une série dramatique en 2012, puis en 2013.
Le 24 septembre 2015, elle reçoit son étoile sur le Walk of Fame.
À l'exception de la comédie dramatique indépendante As Cool As I Am, sortie en 2013, elle ne tourne plus pour le cinéma, se concentrant sur Homeland.
Finalement, en 2018, elle tient le premier rôle féminin du film indépendant A Kid Like Jake, pour lequel elle a pour partenaire une autre vedette de la télévision américaine, Jim Parsons.

### Vie privée
Elle est mariée à l'acteur Hugh Dancy depuis 2009. Ils ont deux garçons nés en 2012 et 2018. Le couple a eu une fille en juillet 2023.

## Filmographie

### Cinéma

#### Longs métrages
- 1994 : Les Quatre Filles du docteur March (Little women) de Gillian Armstrong : Beth March
- 1995 : Le Patchwork de la vie (How to make an American quilt) de Jocelyn Moorhouse
- 1995 : Week-end en famille (Home for the holidays) de Jodie Foster
- 1996 : I Love You, I Love You Not de Billy Hopkins : Daisy / Young Nana
- 1996 : Par amour pour Gillian (To Gillian on her 37th birthday) de Michael Pressman : Rachel Lewis
- 1996 : Roméo + Juliette (Romeo + Juliet) de Baz Luhrmann : Juliette Capulet
- 1997 : Princesse Mononoké (Mononoke-hime) de Hayao Miyazaki : princesse San (voix US)
- 1997 : U-Turn d'Oliver Stone : Jenny
- 1997 : L'Idéaliste (The Rainmaker) de Francis Ford Coppola : Kelly Riker
- 1998 : Secrets, mensonges et ... mariage (Polish Wedding) de Theresa Connelly
- 1998 : Les Misérables de Bille August : Cosette
- 1999 : Mod Squad de Scott Silver
- 1999 : Bangkok, aller simple (Brokedown palace) de Jonathan Kaplan
- 2002 : Igby (Igby goes down) de Burr Steers
- 2002 : The Hours de Stephen Daldry : Julia Vaughan
- 2003 : It's All About Love de Thomas Vinterberg : Elena
- 2003 : Terminator 3 : Le Soulèvement des machines (Terminator 3 : Rise of the machines) de Jonathan Mostow : Kate Brewster
- 2003 : The Rage in Placid Lake de Tony McNamara : Fille au séminaire
- 2004 : Stage Beauty de Richard Eyre : Maria
- 2004 : Shopgirl de Anand Tucker : Mirabelle Buttersfield
- 2005 : Esprit de famille (The Family Stone) de Thomas Bezucha : Julie Morton
- 2007 : Le Temps d'un été (Evening) de Lajos Koltai : Ann Grant
- 2007 : Stardust, le mystère de l'étoile de Matthew Vaughn : Yvaine
- 2007 : The Flock de Niels Mueller et Wai Keung Lau : Allison
- 2008 : Me and Orson Welles de Richard Linklater : Sonja Jones
- 2013 : As Cool As I Am de Max Mayer : Lainee Diamond
- 2017 : Brigsby Bear de Dave McCary : Claire
- 2018 : A Kid Like Jake de Silas Howard : Alex Wheeler

#### Courts métrages
- 1990 : Dreams of Love de Jeffrey W. Mueller : Edith Lammers
- 1995 : The Pesky Suitor de Karen Young

### Télévision

#### Séries télévisées
- 1992 : New York, police judiciaire : Tracy Brandt (saison 3, épisode 1)
- 1994 : Lifestories : Families in crisis : Katie Leiter (1 épisode : More than friends : The Coming out of Heidi Leiter)
- 1994-1995 : Angela, 15 ans (My So-Called Life) : Angela Chase (19 épisodes)
- 2011-2020 : Homeland : Carrie Mathison
- 2015 : Master of None (saison 1, épisode 5)
- 2022 : The Essex Serpent : Cora Seaborne (rôle principal)
- 2022 : Fleishman Is In Trouble : Rachel
- 2023 : Full Circle : Sam

#### Téléfilms
- 1993 : No Room for Opal : Gail
- 2010 : Temple Grandin : Temple Grandin
- 2011 : A Child's Garden of Poetry : Narrateur (voix)

### Récompenses

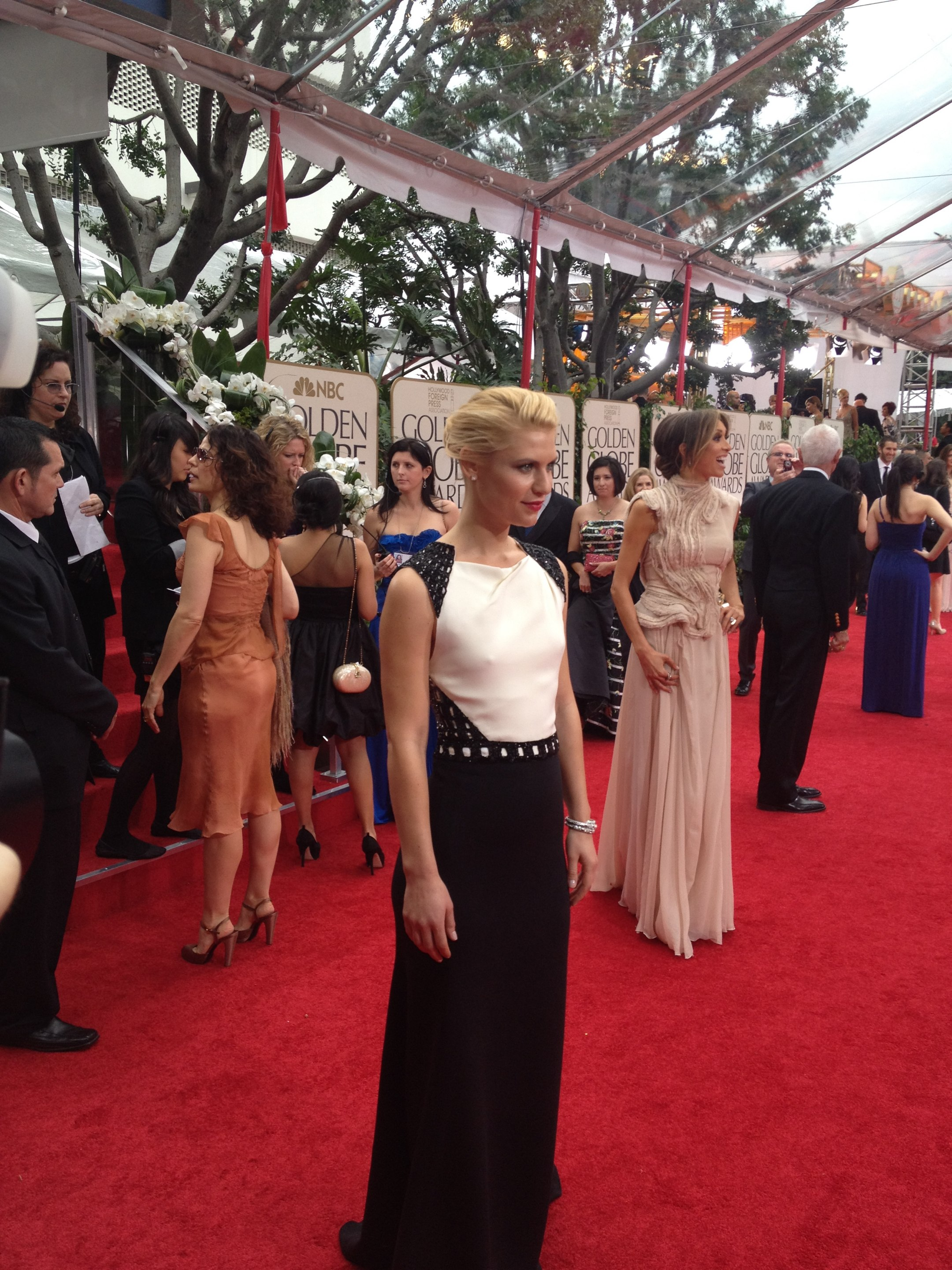
L'actrice aux Golden Globes 2012, où elle reçoit le trophée de la meilleure actrice dramatique pour la première saison de Homeland.

## Voix françaises
En France, Caroline Victoria est la voix française régulière de Claire Danes. Barbara Kelsch l'a doublée à cinq reprises.
Au Québec, elle est régulièrement doublée par Aline Pinsonneault. 
En France
| - Caroline Victoria dans : - Roméo + Juliette - Bangkok, aller simple - Igby - Esprit de famille - Le Temps d'un été - Homeland (série télévisée) - Master of None (série télévisée) - Brigsby Bear - The Essex Serpent (mini-série) - Anatomie d'un divorce (mini-série) - Barbara Kelsch dans : - Mod Squad - Terminator 3 : Le Soulèvement des machines - Stage Beauty - Stardust, le mystère de l'étoile - Full Circle (mini-série) | Et aussi - Aurélia Bruno dans Les Quatre Filles du docteur March - Sylvie Jacob dans Angela, 15 ans (série télévisée) - Ivana Coppola dans U-Turn - Julie Dumas dans L'Idéaliste - Sauvane Delanoë dans Les Misérables - Marie Donnio dans The Hours - Adeline Moreau dans It's All About Love - Magali Barney dans Shopgirl |

Au Québec
| - Aline Pinsonneault dans : - Roméo + Juliet de William Shakespeare - U-Turn : Ici commence l'enfer - Mariage à la polonaise - Les Misérables - Igby en chute libre - Les Heures - Terminator 3 : La Guerre des machines - Belle de scène - Le Rayon des Gants - La Famille Stone - Crépuscule - Stardust, le mystère de l'étoile |